# Bangun Purba (Batang Angkola)
Bangun Purba is een bestuurslaag in het regentschap Tapanuli Selatan van de provincie Noord-Sumatra, Indonesië. Bangun Purba telt 1532 inwoners (volkstelling 2010).